# Campus de Grandmont
Le campus de Grandmont est un campus universitaire scientifique situé au sud de la ville de Tours, dans le quartier Montjoyeux-Grandmont. 
Il est implanté dans les bois sur le plateau de Grandmont entre Montjoyeux, l'hôpital Trousseau, la ville de Joué-lès-Tours, et les lycées Grandmont et Victor Laloux.

## Formations présentes

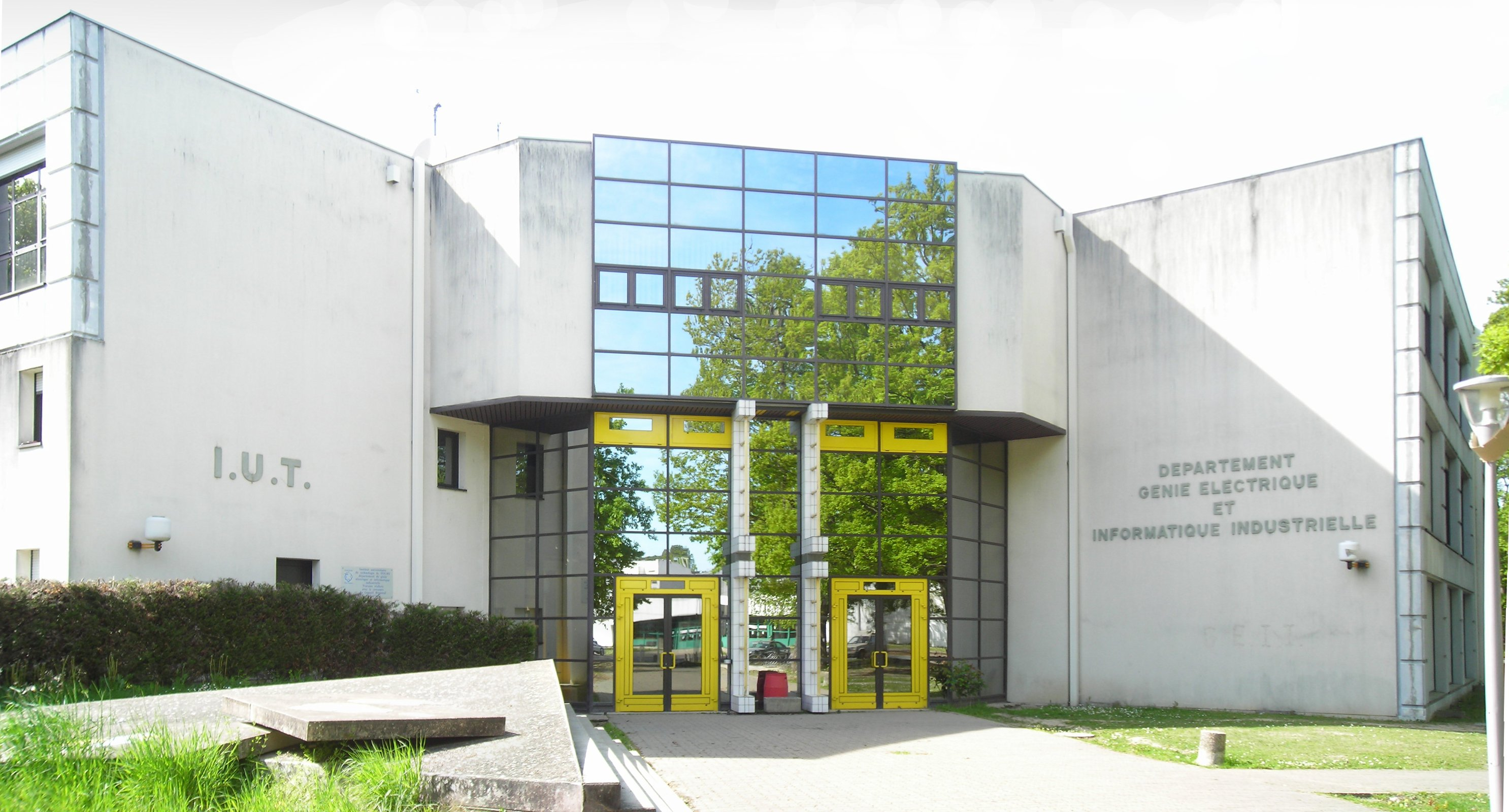
Site de Grandmont - IUT GEII

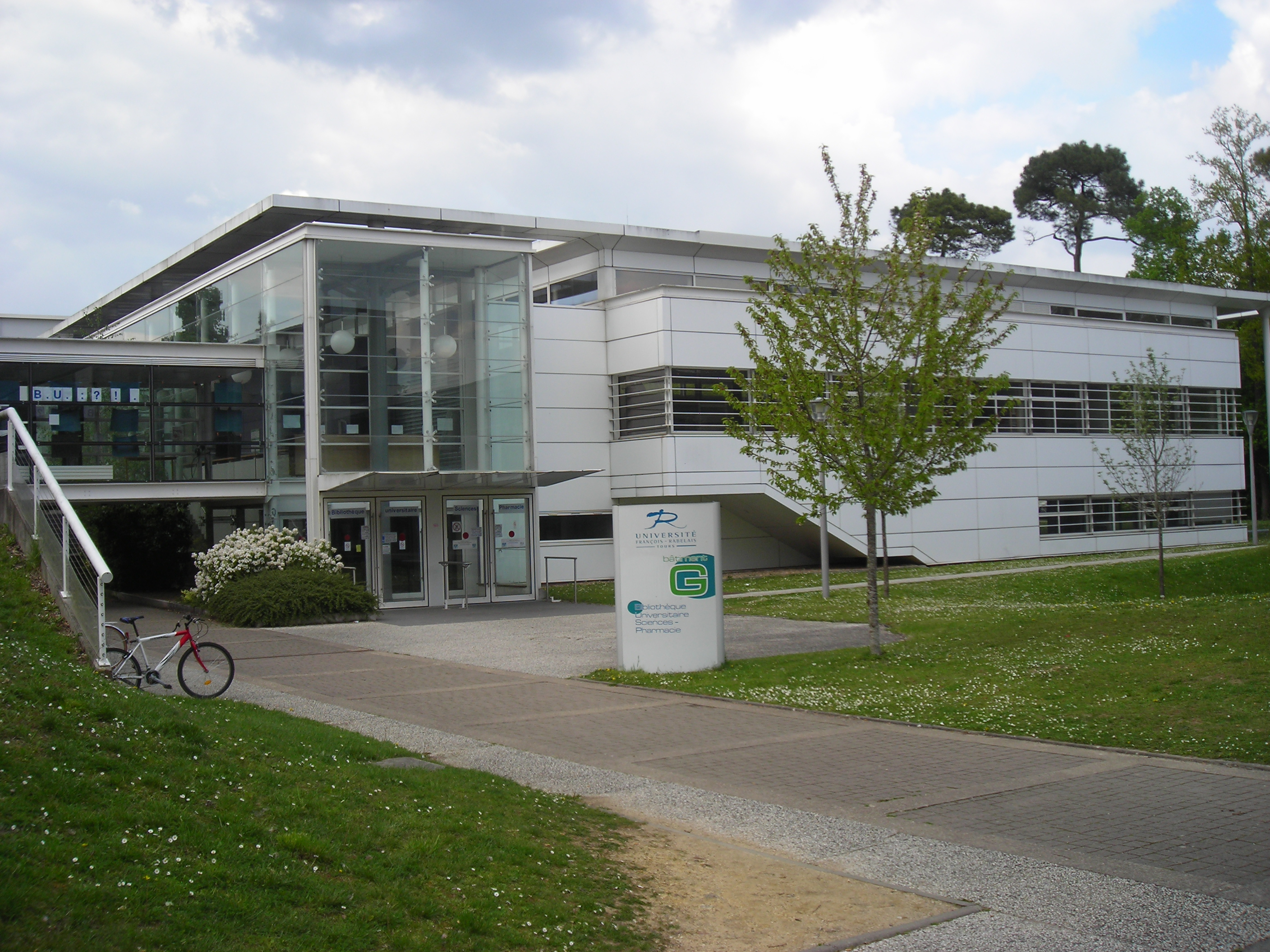
Site de Grandmont - Bâtiment G (aile ouest de la BU)

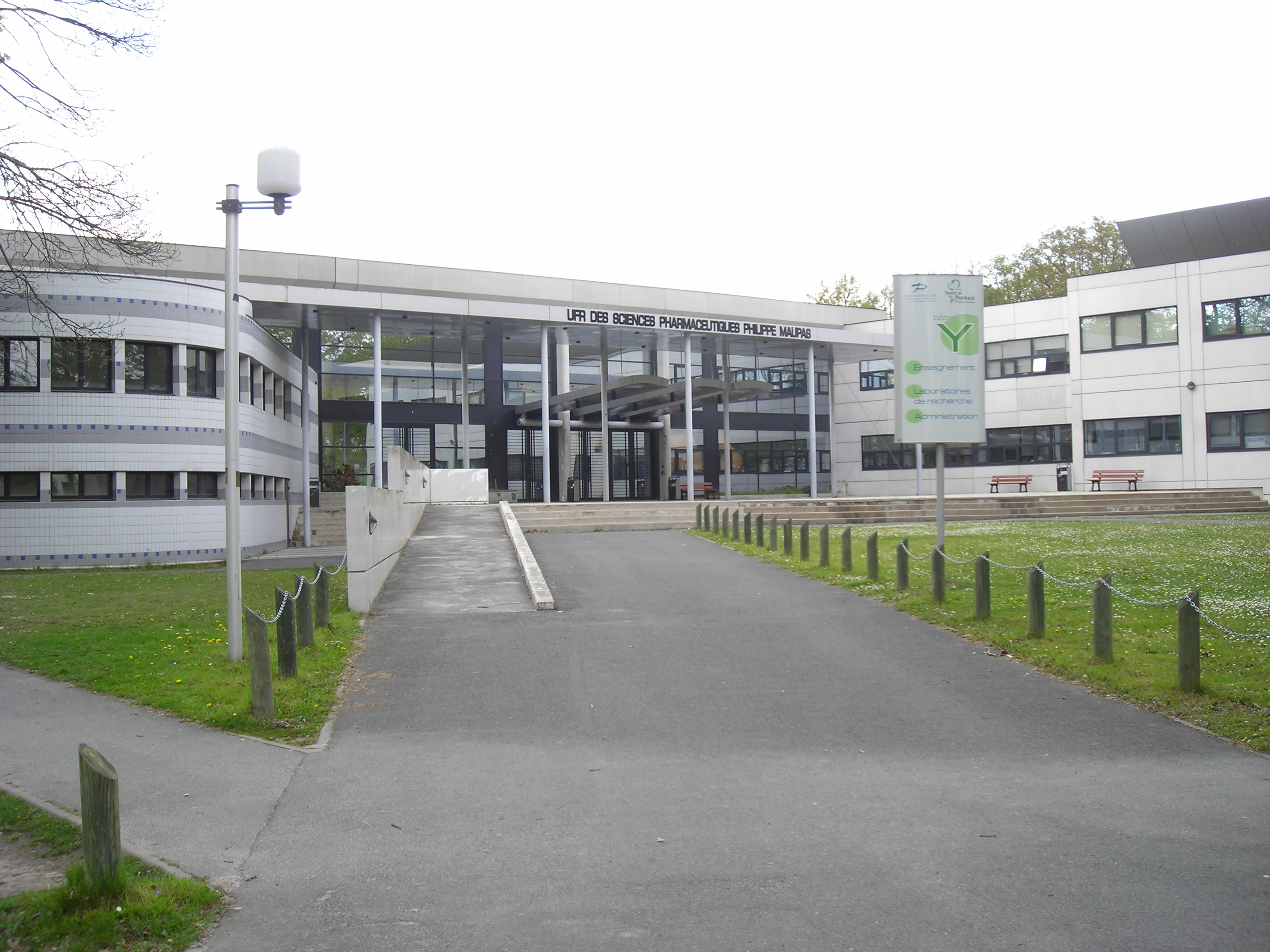
Site de Grandmont UFR Pharmacie - Bâtiment Y

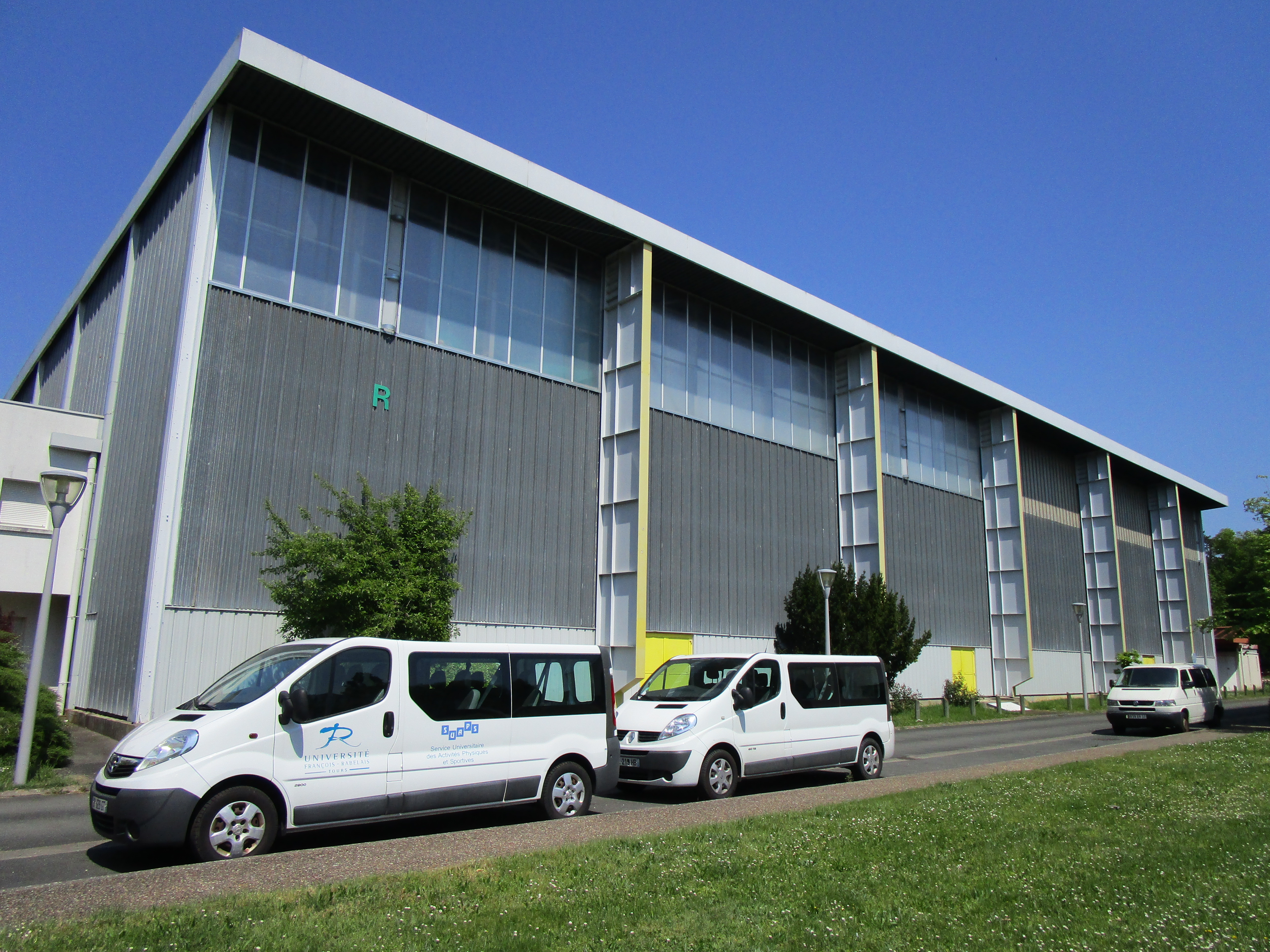
La halle des sports du SUAPS.

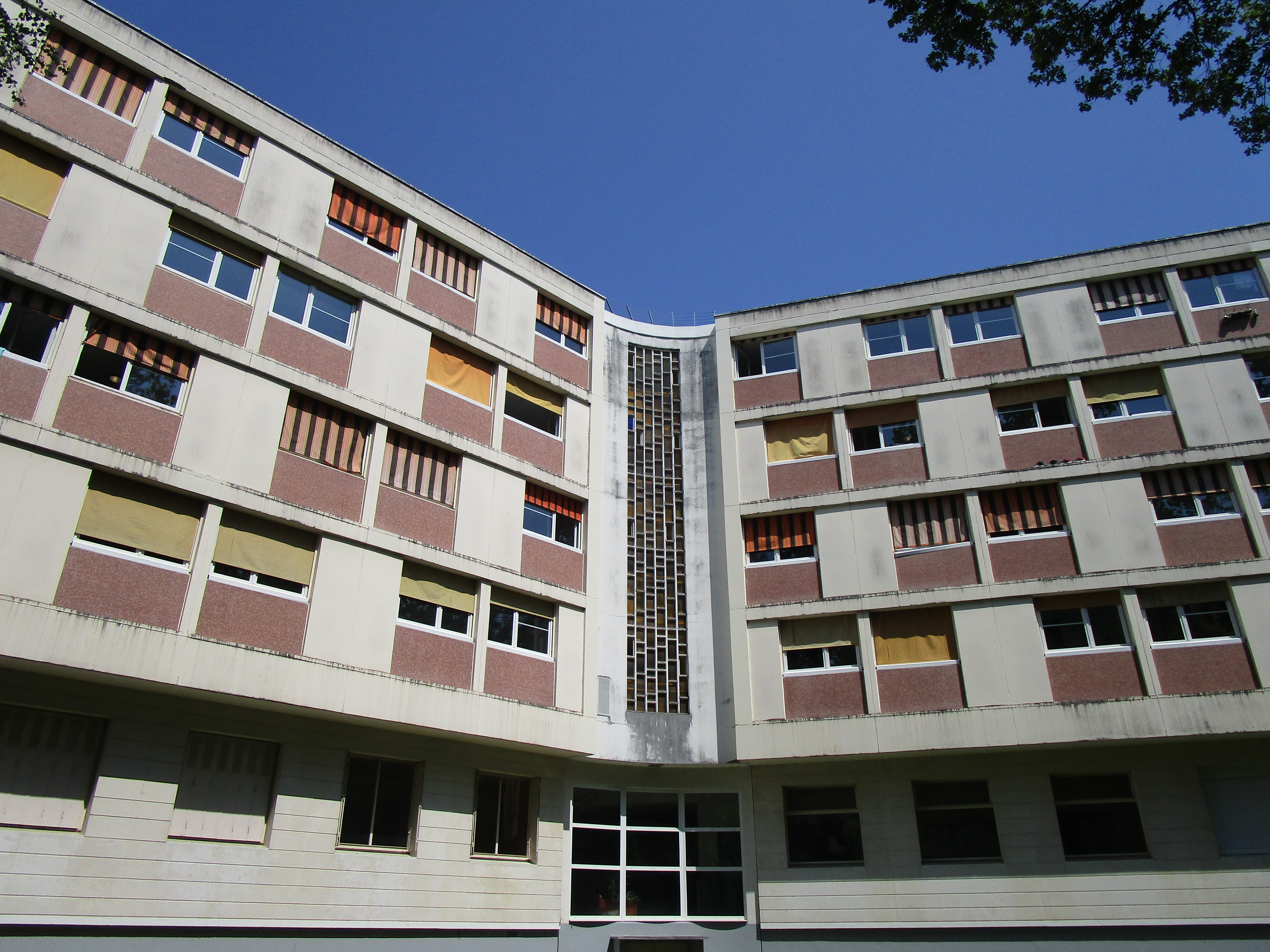
Un des bâtiments de la résidence étudiante de Grandmont.

Si autrefois on y trouvait l'UFR Lettres et Langues, le campus de Grandmont abrite aujourd'hui des composantes scientifiques de l'université de Tours. On y trouve ainsi les unités de formation et de recherche (UFR) des Sciences et Technologies, et de Pharmacie. Le développement du secteur commence au milieu des années 1960 au cœur du parc naturel boisé de Grandmont. Il se poursuit jusque dans les années 1990 avec la faculté de pharmacie notamment. 
Par ailleurs, la section Génie Électrique et Informatique Industrielle (GEII) de l'Institut universitaire de technologie de Tours (IUT) est édifié sur ce campus. Enfin, il est envisagé de transférer l'École polytechnique de l'université de Tours sur ce campus après 2020. Cela permettra de rassembler dans un même bâtiment les cinq départements actuellement éclatés sur le site des Deux-Lions.

## Infrastructures
Une vingtaine de bâtiments ont été construits dans les bois du campus de Grandmont. Ils abritent des lieux d'enseignement, des salles de travaux pratiques, des salles informatiques, des centres de ressources en langues, des laboratoires de recherche, et des salles de conférence.
Le service Universitaire des activités physiques et sportives (SUAPS) dispose d'une halle des sports.
Deux résidences universitaires sont situées à l'ouest du campus : les résidences de Grandmont et des Garennes, elles logent 1300 étudiants. Enfin le campus dispose d'un restaurant universitaire et d'une maison de la vie étudiante. 

## Laboratoires de recherche
De nombreux laboratoires de l'université sont multi-sites. Voici la liste de ceux qui possèdent au moins une équipe sur le campus de Grandmont :
- Bactéries et risque materno-fœtal
- Biomédicaments et anti-parasitaires (BioMAP)
- Biomolécules et Biotechnologies Végétales (BBV)
- Cellules Dendritiques et Greffes
- Génétique, Immunothérapie, Chimie et Cancer (GICC)
- Imagerie et cerveau
- Institut de Recherche sur la Biologie de l'Insecte (IRBI)
- GéoHydrosystèmes Continentaux, Département Géosciences et Environnement (GéHCO)
- Laboratoire d'Electrodynamique des Matériaux Avancés (LEMA)
- Laboratoire d'Informatique (LI)
- Laboratoire de Mathématiques et Physique Théorique (LMPT)
- Laboratoire Transcription et Lymphome Viro-Induit (TLVI)
- Microenvironnement de l'Hématopoïèse et Cellules Souches
- Morphogénèse et antigénicité du VIH et des Virus des Hépatites
- Nutrition, Croissance et Cancer
- Protéases et Vectorisation Pulmonaires
- Physicochimie des Matériaux et des Biomolécules (PCMB)
- Physiologie de la Reproduction et des Comportements (PRC)
- Physiologie des Cellules Cardiaques et Vasculaires (PCCV)

## Accès

### Route
Le campus est situé le long de l'ancienne Nationale 10. Il est également à proximité de la sortie no 23 de l'A10.

### Transports en commun

#### Train
Le campus est situé à 4 km de la Gare de Tours et à 5 km de celle de Saint-Pierre-des-Corps.

#### Transports Urbains
Le campus est desservi par plusieurs lignes du réseau Fil bleu de Tours Métropole Val de Loire, par les arrêts Fac Grandmont, Arsonval et Bonamy. La principale est la ligne Tempo 2, par ailleurs la plus importante de la ville après le tramway de Tours.
D'autres lignes existent :
- La Ligne 5 relie Parc Grandmont à Saint Pierre Gare via les Deux Lions, Giraudeau et la Gare de Tours
- La Ligne 14 relie la zone commerciale Grand Sud au Pôle Santé Alliance
- La Ligne 15 dessert l'est du campus, depuis La Riche Soleil et jusqu'à la Blotterie de Joué-lès-Tours
- La Ligne 16 est une ligne de rocade, reliant ainsi la gare de Joué les Tours à la Gare de St Pierre des Corps
- Les lignes du plateau de Saint Avertin desservent également la zone, à une fréquence moindre.